# Produits constatés d'avance
Les produits constatés d'avance sont des passifs qui correspondent à des ventes de biens ou de services dont la fourniture ou la prestation interviendra postérieurement à l'exercice fiscal (article 211.1 PCG).

## Enjeux des produits constatés d'avance
Le principe de séparation des exercices oblige à répartir exactement les produits entre exercices successifs. Par exemple, lorsqu'un produit a été facturé pendant l'exercice, alors que la livraison n'aura lieu que l'exercice suivant, il faut transférer le produit constaté d'avance de l'exercice antérieur vers l'exercice postérieur.
On oppose généralement conceptuellement les produits constatés d'avance aux produits à recevoir.

## Comptabilisation des produits constatés d'avance

### Selon le plan comptable français
Exemple : facture de vente (payée comptant par chèque) pour 1 000 € hors taxe (et 200 € de TVA) dont 300 € du produit concerne l'exercice suivant.
Pendant l'exercice, en France, la facture a dû être correctement comptabilisée :
| Compte | Intitulé      | Débit  | Crédit |
| ------ | ------------- | ------ | ------ |
| 512    | Banque        | 1200 € |        |
| 44571  | TVA collectée |        | 200 €  |
| 7..    | Produits...   |        | 1000 € |

Il faut ensuite constater à la date de clôture d'exercice le produit constaté d'avance :
| Compte | Intitulé                     | Débit | Crédit |
| ------ | ---------------------------- | ----- | ------ |
| 7..    | Produits..                   | 300 € |        |
| 487    | Produits constatées d'avance |       | 300 €  |

Ainsi, le compte 487 va apparaître au bilan et devra être extourné au premier jour de l'exercice.
| Compte | Intitulé                     | Débit | Crédit |
| ------ | ---------------------------- | ----- | ------ |
| 487    | Produits constatées d'avance | 300 € |        |
| 7..    | Produits...                  |       | 300 €  |

### Selon les normes internationales
Pas de différences notables.